# 교향곡 7번 (브루크너)
교향곡 7번 마장조 WAB.107 ‘서정적’은 안톤 브루크너의 가장 유명한 곡 중의 하나이다. 1881년부터 작곡을 시작하여 1883년에 마쳤으며, 1885년에 개정했다. 바이에른의 루트비히 2세에게 헌정되었다. 아르투르 니키시가 라이프치히의 오페라 극장에서 1884년에 초연했으며, 브루크너 인생 최초의 성공적인 공연이 되었다. 사람들은 종종 이 교향곡을 "서정적"이라는 별명,부제로 부른다.

## 템포
1. Allegro moderato 마장조.
2. Adagio. Sehr feierlich und sehr langsam 올림다단조. '바그너의 장송곡'  일설에 따르면 브루크너는 리하르트 바그너가 서거했다는 소식을 듣는 순간에 2악장의 클라이막스의 심벌즈를 쓰고 있었다고 한다. 어쨌든 하스 판의 첫 페이지에 있는 해설에 따르면, 2악장은 바그너의 죽음을 기리는 곡이라고 한다.
3. Scherzo. Sehr schnell(스케르초, 매우 빠르게) 가단조.
4. Finale. Bewegt, doch nicht schnell(피날레. 활동적이지만 빠르지 않게) 마장조. 마지막 반복구에서는 주제를 역순으로 반복한다. 이 형식을 가끔 "비극적 소나타 형식"이라고 부르기도 한다.

## 악기편성
플루트3, 오보에3, 클라리넷3, 바순3, 호른4, 바그너 튜바4, 트럼펫4, 트롬본3, 튜바, 팀파니, 심벌즈, 트라이앵글, 현 5부

## 판본

### 1883년판
이 판본이 초연에 올려진 곡이다. 그러나 출판되지는 않았으며, 작곡가 자신과 다른 사람들에 의해 개정된 원본만이 남아있다. 따라서 이 판본의 정확한 내용은 알 수 없다.

### 1885년판

#### 구트만(Gutmann) 판, 1885년 출판
1884년 초연 후 수정 후 나온 판이다. 학자들이 동의하는 바는, 니키시, 프란츠 샬크, 페르디난트 뢰베가 큰 영향을 미쳤다고 보나, 브루크너가 어디까지 인정했는지는 논란의 여지가 있다. 주로 빠르기와 오케스트레이션에서 다르다.

#### 하스 판, 1944년 출판
로베르트 하스는 니키쉬, 샬크, 뢰베의 의도를 없애고, 브루크너의 원래 의도를 살려 원본을 되살리려는 노력을 했다. 그는 작곡가의 1883년 일기에서 자료를 구했지만 거기에는 이미 나중에 개정 예정인 부분까지 나와있었다. 하스판의 가장 주된 특징은, 느린 악장에서 심벌, 트라이앵글, 팀파니를 빼버렸다는 것이다. 하스는 브루크너가 타악기를 빼기로 결정했다고 주장하지만, 학자 벤야민 코스트베트는 그럴 리가 없다고 주장한다.

#### 노바크 판, 1954년 출판
레오폴트 노바크는 1885년 구트만 판을 거의 살리면서 타악기를 남겨두었다. 그는 구트만이 빠르기를 바꾼 것을 다시 정정했으나, 괄호 안에 넣었다. 이 판본의 어떤 연주는 느린 악장에서 심벌을 치는 것을 악보에 있는 것과 달리 빼기도 한다.
이 곡은 소규모 실내악단을 위한 곡으로도 편곡되었다. 이는 2개의 바이올린, 비올라, 첼로, 콘트라베이스, 클라리넷, 호른, 피아노 2대, 하모니움을 위한 것이다. 한스 아이슬러가 1, 3악장을 담당했고, 에르빈 슈타인이 2악장을, 카를 랑클이 3악장을 담당했다. 브루크너 협회는 이 곡의 연주를 금지했기 때문에, 작곡된 뒤 60년 후에야 초연되었다.

## 대중 매체에서의 사용
- 2악장이 한국방송에서 방영했던 연속극 《불멸의 이순신》에 쓰인 적이 있다.

## 참고 문헌
- 《작곡가별 명곡해설 라이브러리》 16권 '브루크너' 〈음악지우사〉 (音樂世界)